# Digicas
デジキャス（Digicas）は、日本のBSデジタル放送局、BS朝日の関連会社、株式会社デジタル・キャスト・インターナショナル（現：株式会社テレビ朝日メディアプレックス（テレビ朝日の子会社））などが経営して行っていた、BSデジタルデータ放送局。
2000年12月1日に開局し、BS朝日とともに双方向サービス「クラブA&D」（BS朝日のAと、はデジキャスのDの頭文字から取った）を展開するなどしたが、2006年9月30日に日本政府の方針によるBSデジタルテレビ放送への特化などを理由として放送終了し、データ放送事業から撤退した。
デジタル・キャスト・インターナショナルはその後テレビ朝日の子会社となり、2007年7月1日に社名を「株式会社テレビ朝日メディアプレックス」に変更した。

## チャンネル
論理チャンネル枠 - 93x
- BS933ch デジキャス
  - デジキャスのメイン放送。都市対抗野球大会の実況放送も行っていた。
- BS934ch デジキャス
- BS935ch デジキャス
  - ゲーム、CGアイドルコンテストなど。